# Tarentelle (Liszt)
Pour les articles homonymes, voir Tarentelle (homonymie).
 (février 2024).
Si vous disposez d'ouvrages ou d'articles de référence ou si vous connaissez des sites web de qualité traitant du thème abordé ici, merci de compléter l'article en donnant les références utiles à sa vérifiabilité et en les liant à la section « Notes et références ».
Tarentelle est une pièce pour piano de Franz Liszt, en sol majeur, composée en 1840 sous le titre de Tarentelle napolitaine et revue en 1860. Jouée presto, sa durée est de huit à dix minutes. Moins redoutable qu'il n'y paraît, elle requiert tout de même une technique pianistique avancée.

## Début
À un début grondant de virtuosité succède le motif de la tarentelle, tout en notes redoublées et en diablerie (on n'est pas très loin des Mephisto-Valses). Aussitôt après intervient un motif ample, tout en grandeur, qui s'énonce avec force. Reprise du motif de la tarentelle qui s'évanouit dans le grave.

## Milieu
La seconde et centrale phase du morceau, quasiment indépendante des volets extérieurs, est tout entière consacrée à un seul thème : la canzona napolitana, toute en langueur et en sensualité. À noter d'ailleurs que, pour l'accompagnement de celui-ci, Liszt remplaça les banales croches à 6/8 de la 1e version par de frémissants triolets à 2/4. La canzona étant ensuite reprise au travers de multiples variations, notamment par un jeu de mains alterné qui, selon Guy Sacre, donne l'illusion d'une « harpe éolienne ».

## Fin
La troisième phase du morceau renoue avec la diablerie du début. Le motif ample devient moqueur sous l'action d'une gauche stridente qui alterne l'aigu et le grave. Il retourne ensuite à sa grandeur originelle, et connaît son apothéose triomphante. La fin est de la pure virtuosité.